# In Utero
In Utero je třetí a zároveň poslední řadové album Nirvany. Sestavu tvořili Cobain/Novoselic/Grohl. Původní název alba měl být I Hate Myself and Want to Die po jedné ze skladeb, která měla být na albu umístěna, ale společnost Geffen tento návrh zamítla, stejně jako původní verzi, kterou nahrál Steve Albini. Na albu se nakonec ani neobjevila píseň „I Hate Myself and I Want to Die“ (objevila se až na boxsetu With the Lights Out a různých neoficiálních CD). Po několika týdnech od skončení nahrávání byli s původní verzí nespokojeni také členové kapely. Proto původní verzi zremixoval Scott Litt.
Oproti Nevermind obsahuje In Utero daleko propracovanější skladby jak po hudební stránce, tak i co se týče textů (o některých skladbách dokonce vznikaly semestrální práce). Zvukově se jedná o jedno z nejsyrovějších alb vůbec, při nahrávání měla kapela velkou snahu o to, aby album znělo jako na živém koncertě, takže v některých písních je slyšet vrzot nástrojů, chyby, vzdychání apod. Před Nirvanou udělala podobný počin skupina Judas Priest s albem Rocka Rolla.
Krist Novoselic označil toto album jako jeho nejoblíbenější, stejně tak Kurt považoval In Utero za svůj životní výkon. Redaktor Brian Willis z New Musical Express zhodnotil album takto: „Album je nabité ironií a jasnozřívostí. In Utero je Kurtova pomsta.“
Roku 2003 jej časopis Rolling Stone vyhlásil 439. nejlepším albem všech dob. Tentýž časopis jej také vyznamenal 7. místem v seznamu nejlepších alb devadesátých let.

## Seznam skladeb
Autorem skladeb je Kurt Cobain, pokud není uvedeno jinak.
| Pořadí | Název                                                              | Autor                       | Délka |
| ------ | ------------------------------------------------------------------ | --------------------------- | ----- |
| 1.     | Serve the Servants                                                 |                             | 3:34  |
| 2.     | Scentless Apprentice                                               | Dave Grohl, Krist Novoselic | 3:47  |
| 3.     | Heart-Shaped Box                                                   |                             | 4:39  |
| 4.     | Rape Me                                                            |                             | 2:49  |
| 5.     | Frances Farmer Will Have Her Revenge on Seattle                    |                             | 4:07  |
| 6.     | Dumb                                                               |                             | 2:29  |
| 7.     | Very Ape                                                           |                             | 1:55  |
| 8.     | Milk It                                                            |                             | 3:52  |
| 9.     | Pennyroyal Tea                                                     |                             | 3:36  |
| 10.    | Radio Friendly Unit Shifter                                        |                             | 4:49  |
| 11.    | Tourette's                                                         |                             | 1:33  |
| 12.    | All Apologies                                                      |                             | 3:50  |
| 13.    | Gallons Of Rubbing Alcohol Flow Through The Strip (skrytá skladba) | Grohl, Novoselic            | 7:33  |

### Zamítnutá verze
1. Marijuana
2. I Want It All
3. Make You Unhappy
4. Untitled Demo
5. Intro The Dirt
6. Rape Me
7. Scentless Apprentice
8. Heart-Shaped Box
9. Milk It
10. Radio Friendly Unit Shifter

Zamítnutá verze koluje po internetu, např. jako neoficiální album Unplugged & More.